# Mathys Tel
Mathys Henri Tel (* 27. dubna 2005, Sarcelles) je francouzský profesionální fotbalista týmu Bayern Mnichov, ale hostující od února 2025 do konce sezóny v Tottenham Hotspur.

## Klubová kariéra

### Rennes
Bývalý hráč mládežnické akademie Paris FC Tel přišel do Rennes v roce 2020. Svůj profesionální debut si odbyl 15. srpna 2021 při remíze 1:1 proti Brestu. Svým debutem ve věku 16 let a 110 dní se stal nejmladším hráčem, který nastoupil v oficiálním zápase za Rennes, přičemž tento rekord předtím držel Eduardo Camavinga.

### Bayern Mnichov
Dne 26. července 2022 podepsal Tel pětiletou smlouvu s bundesligovým klubem Bayern Mnichov. Přestupová částka činila 28,5 milionu eur včetně bonusů. Dne 31. srpna 2022 vstřelil svůj první gól při výhře 5:0 nad Viktorií Kolín v DFB-Pokalu a stal se tak ve věku 17 let a 126 dní nejmladším střelcem klubu v soutěžním utkání. První gól v Bundeslize vstřelil 10. září 2022 při remíze 2:2 proti Stuttgartu a stal se tak nejmladším střelcem klubu v této soutěži.

## Úspěchy

### Klubové

#### Tottenham FC
- vítěz Evropská liga UEFA: 2024/25[1]